# Hans Scheving
Hans Scheving (født 27. juni 1958) er en dansk arkitekt M.A.A., der sammen med arkitekt Jens Bertelsen drev arkitektfirmaet Bertelsen & Scheving Arkitekter Aps.
Hans Scheving blev uddannet som arkitekt fra Kunstakademiets Arkitektskole i 1984. Han startede sit arbejdsliv som arkitekt i Forsvarets Bygningstjeneste. Derefter arbejdede han for arkitekt Steen Eiler Rasmussen og på tegnestuerne hos Gottlieb, Høegsted & Paludan, Henning Larsen og Tage Lyneborg. Han arbejdede også en kort periode i London, hos arkitektfirmaet TCKW. Han var ekstern lektor ved Danmarks Internationale Studieprogram (DIS) fra 1999 – 2003. Fra 1991 havde han sin egen tegnestue. Fra 2007 til 2022 arbejdede han sammen med Jens Bertelsen i Bertelsen & Scheving Arkitekter Aps. Siden 2022 har han arbejdet for Over Byen Arkitekter. Deltager desuden i forskning og formidling vedr. kulturarv og sikkerhed.[kilde mangler]

## Præmierede konkurrencer
- Indkøb i konkurrence om Nordhavn, 2008, Bertelsen & Scheving[1]
- Hædrende omtale i konkurrence om Hatlehol Kirke, Norge 2009
- Vinder af parallelopdrag for Københavns Kommune, Pixihaveby, 2009 i Sundholmskvarteret[2]
- Vinder af parallelopdrag for Haldor Topsøe A/S, ny velfærds- og administrationsbygning i Frederikssund, 2010.
- PixiHaveBy på Amager i København nomineret som ét af tre projekter til en af de prestigiøse MIPIM-awards[3], som uddeles hvert år i Cannes.

## Tillidshverv
- Censor ved Kunstakademiets Arkitektskole fra 2006
- Honorær sekretær, medl. af præsidiet, den Danske Pro Venezia Komite fra 2003[4]
- Censor ved Danmarks Internationale Studieprogram, dep. of Architecture and Design fra 1993

## Legater
- Nationalbankens Jubilæumsfond
- Statens Kunstfond
- Margot og Thorvald Dreyers Fond

## Byggeprojekter og rådgivning
- Sorø Råd-, Ting- og Arresthus, tegnet af Vilhelm Tvede 1880, restaurering for Realdania Byg, 2010-2011.
- Søarsenalet, ombygning, tilbygning og restaurering af det fredede arsenalkompleks på Flådestation Holmen i København, tegnet af Philip de Lange m.fl. 1738, for Søværnets Materielkommando (1994-95) og Forsvarskommandoen, 2008.
- Haldor Topsøe A/S, nybygning af velfærds- og administrationsbygning, Frederikssund, 2010-2011.
- Frydenlund, renovering af fredet park og bygningskompleks Vedbæk, for familien Haldor Topsøe, fra 2009
- PixiHaveBy, Sundholm Syd, parallelopdrag og lokalplan for Københavns Kommune, 2009-10.[5]
- Enhedskole ved Havnen, folke- og gymnasieskole for Ingrid Jespersens Gymnasieskole, del af “Havebyen der danner serier af pauser”, byudviklingsplan for Nordhavn, København. Indkøb i konkurrence 2008.
- Rosenhuset. Renovering af den fredede tidl. administrationsbygning på Tuborg tegnet af Anton Rosen for Københavns Byggestyring og Realdania A/S 2007-2009.[6]
- Det Kongelige Opfostringshus, Hellebækgård, restaurering af den fredede hovedbygning og sidefløje, tegnet af Philip de Lange 1742. 1998-2000.
- Landskabsmaler Ågaards Villa i Rosenvænget, Kbh., tegnet af Vilhelm Dahlerup 1874, restaurering 2010-2011.
- Museet i Søværnets Nyboder, tilbygning og restaurering af den ældste bevarede stok i Chr.IVs Nyboder, opført 1631, for Forsvarets Bygningstjeneste, 1995-96.
- Rungsted Skole, om- og tilbygning af skolen, tegnet af Steen Eiler Rasmussen 1960-, samarbejde m. arkitekt Niels Fuglsang, for Hørsholm Kommune, 2005-2006.
- Trafikstyrelsen, indretning af domicil i Adelgade, for Slots- og Ejendomsstyrelsen, 1998.
- Træningsskolens Arbejdsmarkedsuddannelser, forstandersekretariatet, Viborggade, Kbh., ombygning og renovering, for TAMU, 1996-1997.
- Vitskøl Kloster, opført fra 1140 og frem, diverse restaurerings- og ombygningsarbejder på de fredede klosterbygninger samt nyere avlsbygninger mv., fra 1998, for TAMU.